# Hybrydowy pojazd elektryczny

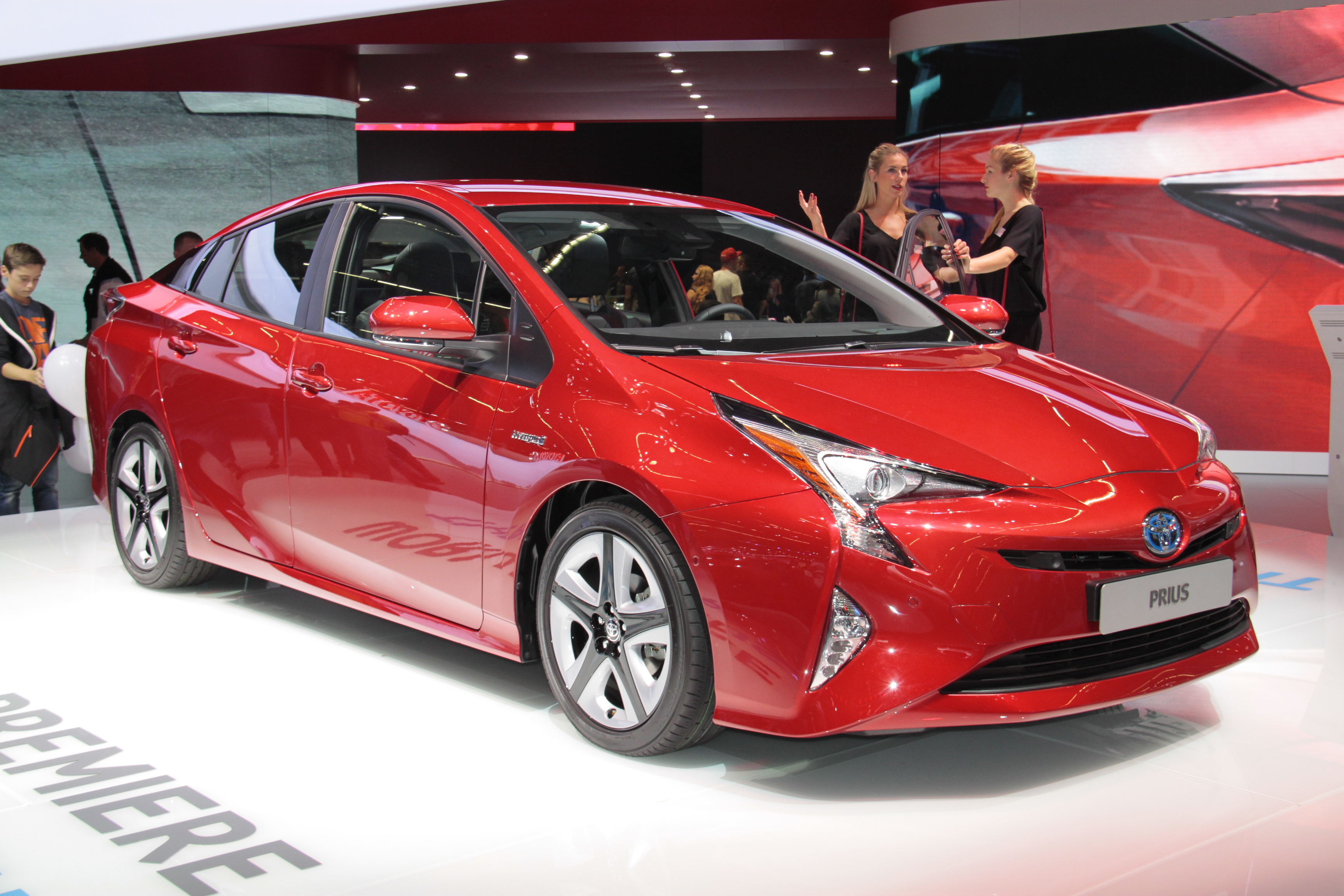
Toyota Prius czwartej generacji na targach IAA we Frankfurcie w 2015 roku.

Hybrydowy pojazd elektryczny – pojazd, który do celów mechanicznego napędzania pobiera energię z obu następujących źródeł zmagazynowanej energii elektrycznej/mocy znajdujących się w pojeździe:
- zużywalne paliwo;
- akumulator, kondensator, koło zamachowe, prądnica lub inne urządzenia do magazynowania energii elektrycznej lub mocy[1][2].